# Canto (numismática)

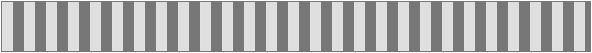
Canto estriado de una moneda.

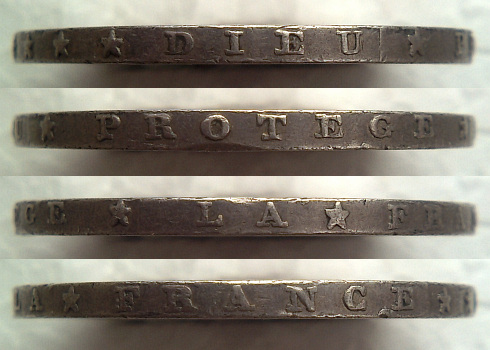
Canto de la moneda de 5 francos de 1873 con la leyenda: Dieu★ protège★la★France★★★ ("Dios proteja a Francia").

El canto de una moneda o medalla es el borde exterior que delimita las dos caras de una pieza y dimensiona su grosor. 
También es conocido como la "tercera cara". Forma parte fundamental de la descripción formal de una moneda o medalla para su identificación, junto con su anverso y reverso.

## Tipos de cantos de moneda

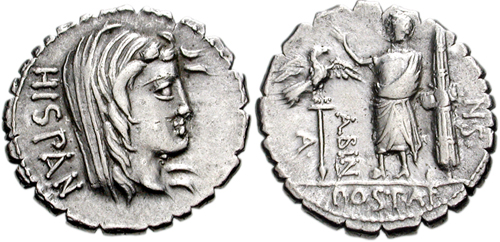
Los denarios serratos (serratus), característicos de la última época de la República romana van a ser introducidos para dificultar su falsificación, recorte o limado. En el anverso: Cabeza velada de la alegoría de Hispania. 81 a. C.

Los cantos pueden ser lisos o con dibujos, o una combinación de ambos, en función de las diversas necesidades, como evitar las falsificaciones. También pueden incluir letras. Generalmente, pueden distinguirse, entre otros, los siguientes tipos:
- Canto liso, sin marca alguna.
- Canto estriado, con rayado vertical paralelo.
- Canto serrado, en dientes de sierra.
- Canto redondeado, convexo.
- Canto discontinuo, con estrías y espacios lisos.
- Canto resaltado, con listel.
- Canto epigráfico, con inscripciones o signos.

Desde la Antigüedad hasta la Edad Media en particular, en determinadas acuñaciones, el canto de la moneda podía ser, serrado, estriado o inscrito para proteger, especialmente, las monedas de oro y plata de alta calidad de la reducción ilegal de su peso mediante su recorte, limado u otras manipulaciones.

## Cantos de las monedas de euro
Con la excepción de las monedas con un valor de 2 euros, con un canto que varía de país a país, las monedas de euro tienen las siguientes formas:

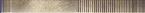
1€
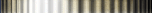
0,50€
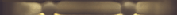
0,20€
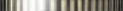
0,10€
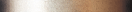
0,05€
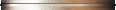
0,02€
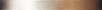
0,01€

## Cantos epigráficos

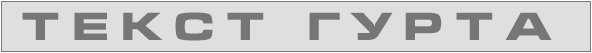
Canto de moneda con un texto.

Algunos ejemplos de inscripciones en los cantos de las monedas incluyen:
- DIEU PROTÈGE LA FRANCE ("Dios proteja a Francia") en las monedas de 5 francos de 1873.
- E PLURIBUS UNUM (De muchos, uno) en las monedas presidenciales de dólar de Estados Unidos
- Diversas inscripciones nacionales en el canto de las monedas de 2€
- Varias leyendas en la moneda de una libra esterlina del Reino Unido, la más común DECUS ET TUTAMEN ("Un ornamento y una salvaguardia").

Las inscripciones son más comunes en las monedas más gruesas, de mayor valor o que no circulan.